# سیدنی ۱۵۵۵۰
سیارک ۱۵۵۵۰ (به انگلیسی: 15550 Sydney، نامگذاری:2000FR10) پانزده هزار و پانصد و پنجاهمین سیارک کشف شده‌است که در ۳۱ مارس ۲۰۰۰ کشف شد.
قدر مطلق سیارک برابر ۱۲٫۹۰ است.